# Карневал у Бразилу
Карневал у Бразилу (порт. Carnaval) је традиционални фестивал који се одржава 40 дана уочи Ускрса, пре почетка ускршњег поста. У Бразилу постоје бројне регионалне варијанте прославе карневала. 

## Карневал у Рио де Жанеиру
Главни догађај карневалских прослава у Рио де Жанеиру су параде школа самбе. Школе самбе су удружења грађана, обично становника градске четврти, који заједнички припремају наступ. 
Дванаест најбољих школа парадира на самбодрому у два дана (недеља и понедељак). Свака школа има око 3000-5000 учесника у паради. Учесници су богато костимирани. Свака школа има своју тему наступа, песму за ту годину, као и одређен број покретних сценографија - алегорија. Посебан жири оцењује наступе у више категорија и саопштава своје резултате у среду, после карневала. Најбољих шест школа парадира и у суботу на паради шампиона. 
Сличан систем школа самбе и парада на самбодрому постоји у Сао Паулу. 
Мање неформалне групе учесника карневала се називају блокос (Blocos). Они парадирају градским улицама и такође имају тему наступа. Њихови наступи нису такмичарског карактера. У Рију постоји око 30 блокоса. 
Музичке групе које свирају улицама града се називају бандас (Bandas).

## Карневал у Салвадору
За карневалске прославе у Салвадору карактеристични су велики камиони, под именом „трио електрико“ (trio-elétrico), на којима је монтирано јако озвучење и бина. Ту наступају музичари свирајући локалне музичке жанрове попут аксе, самба-реге и пагоде музике, али и савремени поп. Камиони круже градским улицама док их прате масе веселих и распеваних људи, углавном омладине. Овај концепт прославе засновала су три локална музичара: Армадињо, Додо и Оксар, 1950-их. 

## Карневал у Пернамбуку
Најзначајнија прослава карневала у бразилској држави Пернамбуко је у граду Ресифе и оближњем историјском граду Олинди. Карактеристична музика овог дела Бразила је фрево и маракату. Велике карневалске групе се веселе и играју једна поред друге. За разлику од Рија и Салвадора, овде не постоји такмичење. 

## Карневал у Минас Жераису
У бразилској држави Минас Жераис најпознатије карневалске прославе су у историјским барокним градовима Оуро Прето, Маријана и Дијамантина. Њихове параде се састоје из карневалских блокова (blocos carnavalescos) који репрезентују различите теме, а по правилу су праћени музиком фанфара. 
У последње време, видљив је утицај карневала у Рију кроз оснивање школа самбе, као и музички утицај карневала у Салвадору.